# Omfalos

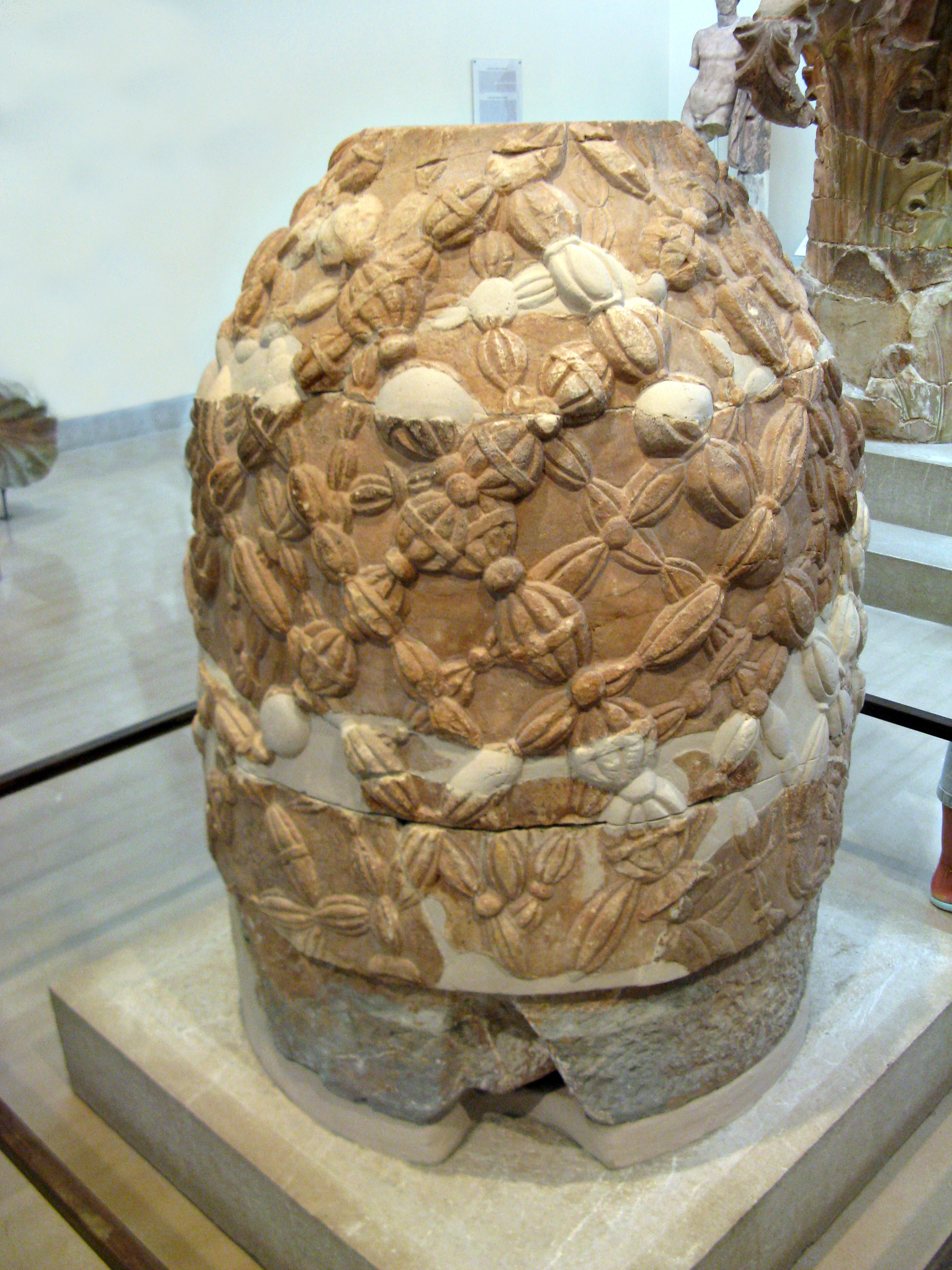
Omfalos v muzeu v Delfách

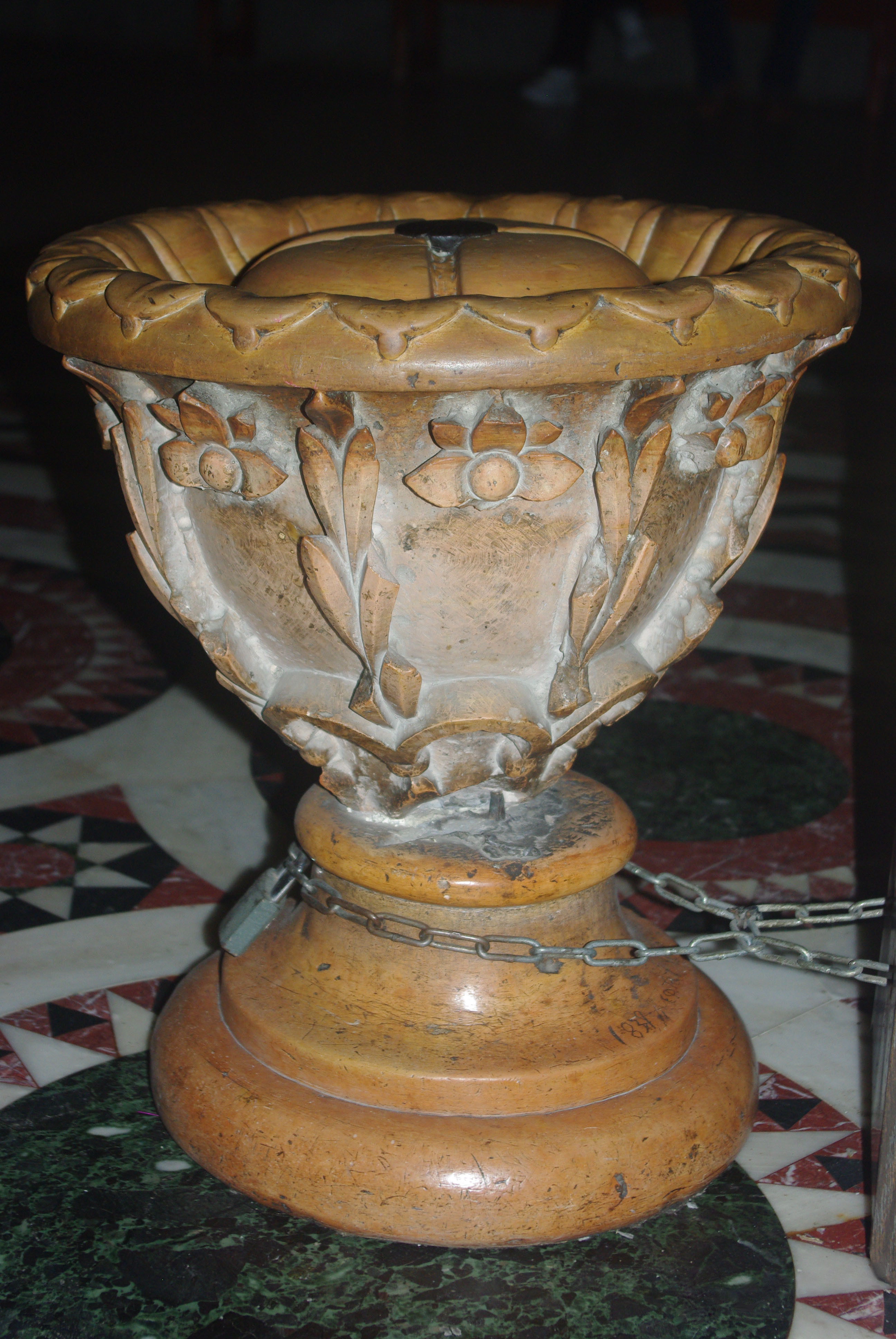
Omfalos či pupek světa v chrámu Božího hrobu v Jeruzalémě.

Omfalos (řecky pupek) se v přeneseném smyslu užívá pro "pupek světa", obvykle kamenný sloupek, který ve starověkých svatyních označoval "střed světa", místo, kde je země spojena s nebesy. Na tomto posvátném místě je podle starověkých představ také možno komunikovat s božstvy.

## Příklady
Nejznámější omfalos je ve svatyni v Delfách, v chrámu adyton (nepřístupný) blízko Pythie a označoval to nejposvátnější místo.
Středověký omfalos je v chrámě Božího hrobu v Jeruzalémě. Snad navazuje na talmudskou tradici, kde se vyskytuje myšlenka, že Jeruzalém je střed světa.
Také na Foru Romanu v Římě stojí umbilicus urbis Romae, původně mramorový kámen, dnes nenápadná cihlová stavba, asi 4,5 m v průměru, označující střed římského světa. Podle pověsti pochází od Romula a od něho se později odměřovaly vzdálenosti po celé říši.